# Scott Timmins
Scott Timmins (* 11. September 1989 in Hamilton, Ontario) ist ein kanadischer Eishockeyspieler, der seit Mai 2022 bei den Melbourne Mustangs aus der Australian Ice Hockey League (AIHL) unter Vertrag steht und dort auf der Position des Centers spielt. Zuvor absolvierte Timmins unter anderem annähernd 350 Spiele in der American Hockey League (AHL) und war eine Spielzeit bei den Straubing Tigers in der Deutschen Eishockey Liga (DEL) aktiv.

## Karriere
Scott Timmins begann seine Karriere als Eishockeyspieler bei den Burlington Cougars, für die er in der Saison 2005/06 in der kanadischen Juniorenliga Ontario Junior Hockey League (OJHL) aktiv war. Anschließend spielte er vier Jahre lang in der kanadischen Juniorenliga Ontario Hockey League (OHL), in der er für die Kitchener Rangers und Windsor Spitfires auf dem Eis stand. Mit den Kitchener Rangers gewann er in der Saison 2007/08 den J. Ross Robertson Cup, den Meistertitel der OHL. Diesen Erfolg konnte er in den Spielzeiten 2008/09 und 2009/10 mit den Windsor Spitfires wiederholen, wobei er mit den Spitfires auch jeweils den Memorial Cup, das Finalturnier um die Meisterschaft der Canadian Hockey League, gewann. 
Während seiner Zeit in der OHL wurde Timmins im NHL Entry Draft 2009 in der sechsten Runde als insgesamt 165. Spieler von den Florida Panthers aus der National Hockey League (NHL) ausgewählt. Für deren damaliges Farmteam Rochester Americans aus der American Hockey League (AHL) erzielte er in der Saison 2010/11 in 45 Spielen zehn Tore und zwölf Vorlagen. Zudem lief er in 19 Spielen für die Florida Panthers selbst in der NHL auf und erzielte dabei ein Tor. Zur Saison 2011/12 wechselte der Kanadier zu Floridas neuem AHL-Farmteam San Antonio Rampage. Anschließend war er zwischen 2013 und 2015 zwei Spielzeiten für die Albany Devils sowie in der Saison 2015/16 für die San Jose Barracuda aktiv.
Zur Saison 2016/17 suchte Timmins mit dem Wechsel zu den Straubing Tigers in die Deutsche Eishockey Liga (DEL) eine neue sportliche Herausforderung. Nach einer Spielzeit schloss er sich im Sommer 2017 dem Dornbirner EC aus der österreichischen Erste Bank Eishockey Liga (EBEL). Dort war der Angreifer zwei Jahre aktiv. In der Saison 2019/20 stand Timmins bei Dornbirns ungarischem Ligakonkurrenten Fehérvár AV19 unter Vertrag, ehe er im August 2020 zu den Eispiraten Crimmitschau in die DEL2 wechselte. In Crimmitschau stand er zwei Spielzeiten unter Vertrag und absolvierte in diesem Zeitraum 77 Partien für den Verein.
Nach der Saison 2021/22 zog es Timmins nach Australien, wo er bei den Melbourne Mustangs aus der Australian Ice Hockey League (AIHL) anheuerte. Dort avancierte der erfahrene Stürmer in der Folgezeit zu einem der besten Spieler der Liga. Am Ende der Saison 2023 wurde er nach 86 Scorerpunkten in nur 29 Partien als wertvollster Spieler der Liga ausgezeichnet.

## Erfolge und Auszeichnungen
| - 2008 J.-Ross-Robertson-Cup-Gewinn mit den Kitchener Rangers - 2009 J.-Ross-Robertson-Cup-Gewinn mit den Windsor Spitfires - 2009 Memorial-Cup-Gewinn mit den Windsor Spitfires - 2010 J.-Ross-Robertson-Cup-Gewinn mit den Windsor Spitfires | - 2010 Memorial-Cup-Gewinn mit den Windsor Spitfires - 2023 Topscorer der AIHL-Hauptrunde - 2023 Bester Vorlagengeber der AIHL-Hauptrunde - 2023 AIHL Most Valuable Player |

## Karrierestatistik
Stand: Ende der Saison 2023/24
(Legende zur Spielerstatistik: Sp oder GP = absolvierte Spiele; T oder G = erzielte Tore; V oder A = erzielte Assists; Pkt oder Pts = erzielte Scorerpunkte; SM oder PIM = erhaltene Strafminuten; +/− = Plus/Minus-Bilanz; PP = erzielte Überzahltore; SH = erzielte Unterzahltore; GW = erzielte Siegtore; 1 Play-downs/Relegation; Kursiv: Statistik nicht vollständig)